# Christian Kum
Christian Kum (Francoforte sul Meno, 13 settembre 1985) è un ex calciatore olandese, di ruolo difensore.

## Carriera
Debuttò con l'ADO Den Haag il 29 gennaio 2006 nella sconfitta interna 0-2 contro il PSV Eindhoven.
Il 7 dicembre 2019 ha giocato la sua partita numero 300 nel campionato olandese.